# Thích nghi thứ sinh
Trong sinh học, hiện tượng thích nghi thứ sinh là hiện tượng tổ tiên của những loài động vật có xương sống sau khi đã chuyển lên môi trường cạn và đã thích nghi với môi trường này, song con cháu của chúng lại đi tìm nguồn sống ở trong môi trường nước. Chúng trở lại sống và có cấu tạo thích nghi với môi trường nước.
VD: Trong lớp Bò sát, cá sấu biểu hiện sự thích nghi thứ sinh vì cá sấu có đặc điểm giống bò sát sống trên cạn như có 4 chi nằm ngang, chi 5 ngón, da có vảy sừng, sinh sản ở cạn, trứng có vỏ đá vôi bao bọc. Nhưng chúng lại sống quay lại môi trường nước.
Lớp chim có chim cánh cụt có đặc điểm giống chim là mình có lông vũ bao phủ, chi trước biến đổi thành cánh dài khỏe nhưng không biết bay. Chân ngắn, 4 ngón có màng bơi sống bơi lặn ở trong nước là chủ yếu.